# Angela (Filmreihe)

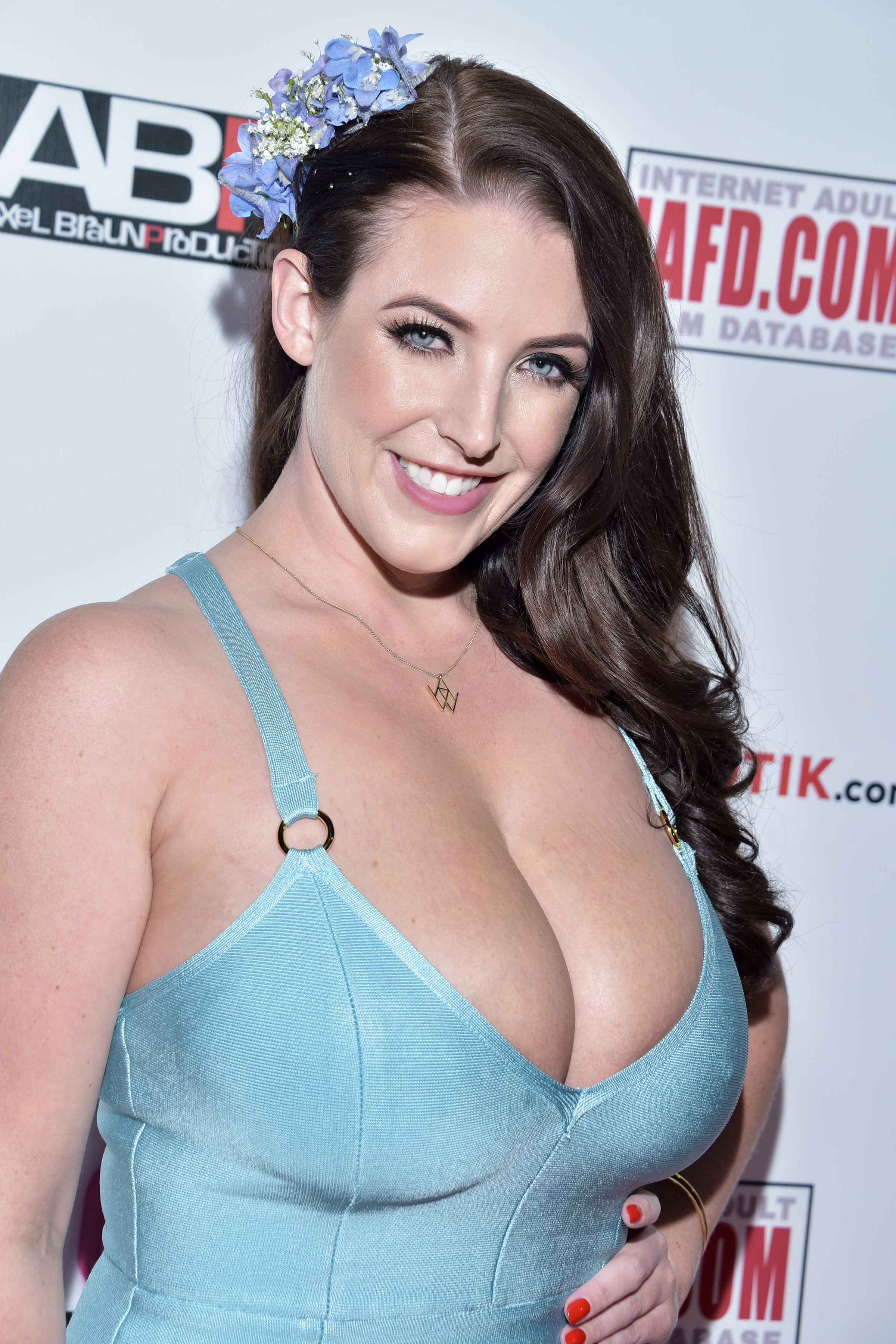
Regisseurin und Hauptdarstellerin Angela White

Angela ist eine US-amerikanische Pornofilmreihe des Produktionsstudios AGW Entertainment, Regisseurin und namensgebende Hauptdarstellerin ist Angela White. 
Die Filme sind dem Pornofilmgenre Gonzo zuzuordnen. Von 2014 bis 2017 wurden drei Teile der Reihe gedreht. Sie bestehen in den ersten beiden Teilen aus vier, im dritten Teil aus fünf Szenen mit jeweils wechselnder Besetzung. Nachdem die ersten beiden Teile der Reihe veröffentlicht waren, erhielt Angela vom Branchenunternehmen XBIZ den XBIZ Award für die „All-Sex Series of the Year“.
Die einzelnen Teile der Reihe erhielten verschiedene Nominierungen von mehreren Verleihern von Pornopreisen, wobei einzelne auch vergeben wurden. Der erste Teil Angela (in der deutschen Veröffentlichung Angela, die Analqueen) wurde unter anderem für den AVN Award des Branchenmagazins Adult Video News in der Kategorie „Best Star Showcase“ und den XBIZ Award in der Kategorie „All-Sex Release of the Year“ nominiert. Die Besetzung des ersten Teils waren James Deen, Lexington Steele, Manuel Ferrara, Toni Ribas und Mr. Pete in den männlichen Rollen und neben Angela White Kelly Divine in der weiblichen Rolle.
Der zweite Teil wurde ebenfalls in der Kategorie „Best Star Showcase“ sowie in der Kategorie „Best Director: Non-Feature“ für die AVN Awards nominiert. Neben verschiedenen anderen Nominierungen erhielt er die darstellerbezogenen AVN Awards für die „Best All-Girl Group Sex Scene“ und die „Best Oral Sex Scene“. Die männlichen Rollen wurden von Axel Aces, Chad Alva, Damon Dice, Erik Everhard, James Deen, John Strong, Lexington Steele, Marco Banderas, Michael Vegas, Mick Blue, Moe Johnson, Mr. Pete, Ricky Johnson, Rico Strong und Robby Echo besetzt, in den weiblichen Rollen waren neben der Hauptdarstellerin Alexis Texas, Anikka Albrite und Asa Akira zu sehen. Von der X-Rated Critics Organization erhielt der Film den XRCO Award für den „Best Gonzo Movie“ des Jahres.
Der dritte Teil war für mehrere AVN Awards in verschiedenen Bereichen nominiert, konnte sich aber gegen die Konkurrenz nicht durchsetzen. Neben Angela White wurde keine weitere weibliche Rolle besetzt, die männlichen Darsteller waren Isiah Maxwell, John Strong, Jon Jon, Mandingo, Manuel Ferrara, Markus Dupree, Mick Blue, Prince Yahshua, Rico Strong, Rob Piper, Toni Ribas und Xander Corvus.